# Girolamo Luxardo (tvrtka)
Girolamo Luxardo S.p.A. je talijanski proizvođač likera. Tvrtka je osnovana u Zadru, Dalmaciji (današnjoj Hrvatskoj). Nakon 1945. godine tvrtka se premjestila u Torregliu nedaleko od Padove.
Trenutni proizvodi tvrtke uključuju razne likere i slične proizvode (Maraschino, Sangue Morlacco, Sambuca, Amaretto, Grappa, Passione Nera, šljivovica) kao i ostale proizvode vezane uz proizvodnju pića, a to su koncentrati likera, voćni sirupi i džemovi.
Luxardovi proizvodi se prodaju u preko 70 zemalja diljem svijeta. Destilerija zapošljava oko 45 ljudi, te oko 100 prodavača u cijeloj Italiji. Destilerija od 6.800 kvadratnih metara može proizvesti 6.000 boca po satu. U 2010. godini tvrtka je ostvarila dobit prije oporezivanja od 16 milijuna eura. Luxardo posjeduje 22.000 stabala u najvećem voćnjaku trešanja u Europskoj uniji.

## Vanjske poveznice
- Službena stranica

|  | Zajednički poslužitelj ima još gradiva o temi Girolamo Luxardo |